# Chengdu J-20
Chengdu J-20 (кит. спр. 歼-20, піньїнь: Jiān-Èrlíng, Jian-20, акад. Цзянь-ерлін, буквально «Винищувач модель 20», також називають «Чорний орел») — китайський винищувач четвертого (за китайською номенклатурою) або п'ятого покоління (за західною). Розроблено Авіаційно-промисловою корпорацією в м. Ченду (Chengdu Aircraft Industry Corporation).
У 2009, в телевізійному інтерв'ю, заступник командувача ВПС Народно-визвольної армії заявив, що в Китаї ведеться розробка програми винищувача п'ятого покоління, спільно Chengdu Aircraft Corporation та авіабудівною корпорацією Шеньян. В експлуатацію винищувач надійшов у 2017 році.

## Історія створення
У 2002 Jane's Defence Weekly повідомила, що авіабудівна корпорація Шеньян була обрана керівником дослідження та розробки нового винищувача.
У листопаді 2009 заступник командувача китайських військово-повітряних сил, підтвердив, що «інтенсивні» науково-дослідні та дослідно-конструкторські роботи по винищувачу четвертого покоління тривають.
На початку листопада 2010, кілька китайських ЗМІ стверджували, що перші два планера були завершені.
Наприкінці грудня 2010, китайські ЗМІ повідомили докладнішу інформацію про J-XX, тепер він називається J-20, було представлено кілька фотографій.
Програма розробки J-20 просувається вкрай повільно і важко. За оцінкою українських і російських експертів, на яких посилається Jane's, китайським фахівцям, зокрема, поки не вдалося допрацювати двигуни серії WS, щоб їх можна було використовувати на новому винищувачі. Ці силові установки не відрізняються високою надійністю і не можуть видавати велику тягу. Крім того, Китаю поки не вдалося підібрати достатньо міцні матеріали, щоб збільшити міжремонтний ресурс WS-10A.
Крім того, форма носової частини, ліхтаря кабіни пілотів, переднього горизонтального оперення і передкрилків на всіх чотирьох прототипах розрізняється. Найімовірніше, це означає, що інженери Chengdu не можуть підібрати оптимальне конструкторське рішення, яке дозволило б знайти золоту середину між аеродинамікою й малопомітністю.
11 січня 2011 винищувач зробив перший пробний політ.

## Конструкція
J-20 є порівняно великим тактичним бойовим літаком аеродинамічної схеми «качка» з великим дельтоподібним крилом і цільно поворотним переднім горизонтальним оперенням (ЦПГО). Імовірно, довжина літака становить близько 25 метрів, розмах крила — 13-15 метрів, максимальна злітна вага — в районі 40 тонн, вага конструкції — на половину менше. Якщо, як припускають іноземні експерти, на літак встановлено два двигуна з сімейства об'єднуючих «Виріб 117», АЛ-31Ф, WS-14 і WS-10 Taihang, їх сумарна тяга на повному форсажі — від 30 до 40 тонн сили. Можна з упевненістю стверджувати, що можливості силової установки достатні для забезпечення режимів supercruise (крейсерський політ на надзвуковій швидкості без застосування форсажу) і вертикального набору висоти без втрати швидкості (на дозвукових режимах поблизу землі з неповними баками і обмеженим боєзапасом).
Заявлено, що літак буде відповідати вимогам до винищувачів п'ятого покоління: він зможе розвивати надзвукову швидкість без використання форсажу, здатний маневрувати з великими перевантаженнями, оснащений передовою електронікою, малопомітний і багатофункціональний, з можливістю короткого зльоту.
За повідомленнями ряду ЗМІ, J-20 має російські двигуни АЛ-41Ф1С, що стоять на російських винищувачах Су-35С, або двигуни WS-10 власного виробництва, однак, очевидно, що на J-20 встановлені російські двигуни для винищувачів четвертого покоління АЛ-31ФН. Велика частина тактико-технічних характеристик розробки китайських військових залишається в таємниці. Chengdu J-20 «Чорний орел» має велику кількість схожих і повністю скопійованих елементів від американських винищувачів F-22 і F-35 і російського, так і не дозавершиного, МіГ 1.44, таких як ліхтар й носова частина, що ідентичні цим же елементам на F-22, розташування повітрозабірників, що мають схожу з F-22 і F-35 конструкцію і хвостову частину фюзеляжу, що позбавлена горизонтального оперіння, що має пару підфюзеляжних кілів і близько розташованих двигунів, аналогічно МіГ 1.44. Вертикальне оперіння є суцільноповоротним і має схожу геометрію з оперінням винищувача F-35.

## Характеристика конструкції літака
Використовуючи масштабну лінійку й знаючи середній зріст оточуючих винищувач людей, відомі габарити автомобілів аеродромного обслуговування і інші «деталі пейзажу», зроблено висновок, що J-20 має розмах крила, рівний приблизно, 13,2 м, а довжина літака оцінена в 21,5 м (20,0 м без штанги ПВД). Тобто за своїми габаритами китайська машина знаходиться на рівні важких, обмежено маневрених літаків типу МіГ-31 (довжина 21,6 м, розмах крила 13,5 м), Су-24 (довжина 22,7 м, розмах крила 10,4 / 17, 7 м) або F-111 (довжина 22,4 м, розмах крила 9,5 / 19,2 м). Беручи до уваги досить «щільну», з містким фюзеляжем (приблизно рівним за обсягом фюзеляжу МіГ-31), конфігурацію J-20, можна зробити висновок, що маса порожнього літака знаходиться десь в межах 21000-22000 кг (у МіГ-31, Су-24 вона дорівнює відповідно 21800,21150 кг), нормальна злітна маса (при повній заправці палива у внутрішні баки) становить приблизно 33000-35000 кг, а максимальна значно перевищує 40000 кг. Тобто вимальовується образ досить великого літального апарата, що має великий (в порівнянні з іншими винищувачами 5-го покоління) запас палива, що становить, по всій видимості, близько 11000-12000 кг (а можливо, й більше).
Якщо припустити, що J-20, як і F-22, орієнтований на завоювання панування в повітрі і «роботу» як перехоплювач ППО, то найприроднішим виглядає оснащення такої машини двома двигунами з тягою по 18500-22000 кгс (МіГ «1-42» з нормальною злітною масою близьким 30 т повинен був мати два двигуни по 18500 кгс кожен).
Збільшення відношення довжини фюзеляжу до його міделю приблизно на 20 % в порівнянні з такими літаками як F-22 може свідчити про прагнення конструкторів J-20 поліпшити його аеродинамічні характеристики на трансзвукових і невеликих надзвукових швидкостях і одночасно збільшити транспортну ефективність літального апарата.
Як і російський Т-50, китайський J-20 має суцільноповоротні кілі відносно малої площі. Розташування кілів і нижніх аеродинамічних гребенів на виносних балках, що йдуть уздовж фюзеляжу (що не відповідає канонам радіолокаційної малопомітності), відрізняється від схем, реалізованих на російських літаках 1.44 і Су-27, лише кутом розвалу рівним куту нахилу бічних поверхонь фюзеляжу. Це підтверджує припущення про те що китайські конструктори прагнули запозичувати, по можливості, відпрацьовані їх російськими колегами «патентовані» компонувальні рішення навіть на шкоду ряду бойових характеристик літака (у тому числі його малопомітності).
Під крилом J-20 помітно виділяються великогабаритні обтічники приводів аеродинамічних поверхонь, що мають зовнішню схожість з аналогічними обтічниками літака МіГ 1.44. Їх розміри наводять на думку, що гідравлічна система китайського літака працює при тиску 210 або 280 кгс на квадратний сантиметр (що відповідає тиску, реалізованому на винищувачах 3-го або 4-го поколінь).

## Озброєння
Найімовірніше у фюзеляжі J-20 сформовані три вантажних відсіки: центральний, розміром приблизно 6,0-6,5 на 2,2-2,3 м, в якому можуть розташовуватися чотири ракети типу PL-12/PL- 12B, і два бічних, кожен з яких здатний вміщати одну (а при появі більш «компактних» КР — дві) ракету малої дальності. Щодо створення в КНР будь-яких авіаційних засобів ураження класу «повітря-повітря», призначених для розміщення в вантажовідсіках малопомітних літаків нічого не повідомлялося. У той же час є інформація про активізацію робіт над «звичайними» ракетами класу «повітря-повітря» нового покоління малої, середньої і збільшеної дальності, які, безсумнівно, повинні знайти застосування і на перспективних «Стелс».
Що стосується ударного озброєння, то припускають, що в центральному вантажовідсіку J-20 можна підвісити дві — чотири авіабомби калібром до 500 кг (зрозуміло, що настільки дорогий літак буде нести і відповідні боєприпаси — КАБ або УПАБ), а також невеликі КР (ударні, протикорабельні і протирадіолокаційні). Повідомляється і про успішну розробку в Китаї корегованих авіаційних бомб малого діаметра, що мають масу 100—120 кг, близьких американським боєприпасів типу MBDA і забезпечених системою електронно-оптичного кінцевого самонаведення, доповненої приймачем GPS.
Більш великі і важкі засоби ураження повинні розташовуватися на підкрильних і, можливо, підфюзеляжних тангенціальних вузлах зовнішньої підвіски (на дослідному літаку вони відсутні). Беручи до уваги розміри китайського літака, можна досить впевнено припустити, що його повне бойове навантаження буде не менше 8000 кг (тобто повинна перебувати на рівні Су-24М і JH-7), а максимальний калібр боєприпасів — 1500 кг.
Хоча будь-яких зовнішніх ознак наявності вбудованої гармати на літаку J-20 немає, на одній з компонувальних схем літака, що з'явилася в китайських ЗМІ, була зображена вбудована одноствольна гармата, що нагадує 30-міліметрову ГШ-30-1 і встановлена з правого боку фюзеляжу. Втім, можливо, це є всього лише фантазією художника.

## Льотні параметри
Маючи максимальну швидкість, відповідну швидше за все, М = 1,6-1,8 (але ніяк не перевищує М = 2, що обумовлено застосуванням на J-20 нерегульованого повітрозабірника), а також тягоозброєння, при нормальній злітній масі рівну всього 0,8-0,9 (параметр, характерний скоріше для F-35, ніж для F-22, Су-35 або Т-50), китайський літак (як винищувач завоювання панування в повітрі), швидше за все, буде помітно поступатися своїм американським і російським «колегам» поколінь «4++» і «5».
Очікувати від винищувача з злітної тягоозброєнність 0,8-0,9 надзвукової крейсерської швидкості, відповідної М = 1,5 (як у «Раптор»), навряд чи варто. Хоча, можливо, J-20 все ж здатний підтримувати невелику надзвукову швидкість (М = 1,0-1,2) без використання форсажу. Слід сказати, що подібну можливість продемонстрували винищувачі різного типу, починаючи з давнього Су-7 (ще без літери «Б») і закінчуючи «Гріпеном» NG, «Тайфун» і Су-35.
Зберігається і відставання китайських авіаційних технологій від американських й російських в галузі двигунобудування, електроніки, композиційних матеріалів, титану і т. д., що також, очевидно, вплинуло на розміри нового літака.
J-20 володіє запасом палива у внутрішніх баках визначено більшим, ніж у «Раптор» або його російського аналога. А співвідношення маси палива та маси порожнього літака у J-20, ймовірно, наближається до рівня винищувача F-35C або навіть F-35A (відповідно, 0,55 або 0,61). Це зумовило і величезний бойовий радіус дії китайського винищувача, за оцінками перевищує (у конфігурації без ППБ) 1200 км. Слід сказати, що у F-22A цей показник у схожій конфігурації дорівнює всього 900 км.
Видається, що J-20 повинен характеризуватися високим (хоча, можливо, і не настільки видатним, як у Су-27КУБ) співвідношенням дальності і бойового навантаження, маневреними характеристиками, порівняними з відповідними характеристиками літака F-35A, підвищеною бойовою живучістю, що досягається як традиційними способами, так і реалізацією технологій зниження помітності (про конкретні параметри помітності китайського літака говорити ще рано, однак можна припустити, що вони будуть нижчими, ніж в існуючих літаків поколінь «4+» і «4++»), а також потужним комплексом озброєння класу «повітря-повітря» і «повітря-земля». Тому можна очікувати, що J-20 прийде в першу чергу на зміну авіаційному комплексу JH-7, які використовуються як ВПС, так і морською авіацією Китаю, а також доповнить багатофункціональні двомісні винищувачі типу Су-30. Ймовірно, на базі винищувача-бомбардувальника може бути створений і розвідувальний варіант, а також спеціалізований літак, призначений для придушення засобів ППО супротивника.

## Призначення
Літак J-20 повинен вражати наземні (як стаціонарні, так і мобільні) цілі тактичного та оперативного значення. На морі його жертвами стануть малі та середні за водотоннажністю (аж до фрегатів і есмінців) бойові кораблі, а також транспортні судна, зведені в конвої. Тобто концептуально J-20 представляється якоюсь варіацією на тему американського «єдиного ударного винищувача» (JSF) F-35 і радянських розробок 1980-х років. Перевищення китайським літаком свого американського аналога за масою на 30-40 % швидше за все обумовлене прагненням китайських конструкторів отримати кращі характеристики дальності і бойового навантаження (нагадаю, що можливостей з виробництва високоточних боєприпасів у Китаю значно менше, ніж у США, тому ВПС НВАК значно більшою мірою змушені покладатися на звичніші, некеровані засоби ураження).
Головне призначення J-20 — носій ракет, здатний у разі необхідності ухилитися від зустрічі з перехоплювачами за рахунок високої швидкості польоту. Можливо, J-20 зможе стати непоганим перехоплювачем. Але головне його застосування буде проти бойових кораблів умовного противника.

## Модифікації
ВПС Китаю прийняли J-20 на озброєння у 2017 році. Через рік заступник директора з науки і технологій корпорації AVIC Ян Вей заявив, що на базі цього винищувача розроблять ціле сімейство бойових літаків[джерело?].
- J-20B (також відомий як J-20AS або J-20S) — вперше публічно помічений в жовтні 2021 року. Має двомісну кабіну[5].

## Інші винищувачі п'ятого покоління

### На озброєнні
- F-22
- F-35

### В розробці
- ПАК ФА
- Mitsubishi ATD-X

## Відео
- Відео першого польоту [Архівовано 20 листопада 2011 у Wayback Machine.]
- Фото та відео [Архівовано 18 липня 2011 у Wayback Machine.]
- Фото літака